# كايك فيرجيليو دا سيلفا
كايك فيرجيليو دا سيلفا (19 يناير 1996 في ساو باولو في البرازيل – )؛ هو لاعب كرة قدم كان يلعب كمهاجم.

## وصلات خارجية
- كايك فيرجيليو دا سيلفا على موقع رابطة كرة القدم اليابانية للمحترفين (اليابانية)
- كايك فيرجيليو دا سيلفا على موقع قاعدة بيانات كرة القدم.إي يو (الإنجليزية)
- كايك فيرجيليو دا سيلفا على موقع Soccerway.com (الإنجليزية)
- كايك فيرجيليو دا سيلفا على موقع عالم كرة القدم.نت (الإنجليزية)